# Премія імені Ревуцького
Премія імені Л. М. Ревуцького — щорічна мистецька премія для відзначення молодих композиторів і виконавців за створення, сценічне і концертне втілення видатних музичних творів, що здобули широке громадське визнання. Названа на честь українського композитора Левка Ревуцького.

## Історія
Заснована постановами Ради Міністрів УРСР № 290 (20 травня 1982 р.) і № 356 (30 жовтня 1987 р.). 1992 — положення про премію доповнили постановою «Про присудження премії імені Л. М. Ревуцького, склад журі та порядок висунення робіт».
Розмір премії 2010 року становив 1000 гривень для кожного з нагороджених. 2021 року грошова винагорода становила 20 тис. грн.

## Основні положення
Приймання документів на здобуття премії проводить Державне агентство України з питань мистецтв та мистецької освіти.
На здобуття премії приймаються роботи за напрямами:
- композиторська творчість — завершені музичні твори у жанрі академічного музичного мистецтва (оперний, балетний, кантатно-ораторіальний, симфонічний, вокально-хоровий, камерно-інструментальний тощо).
- концертно-виконавське мистецтво — концертні програми у сфері академічної музики, які створені (виконані) професійними виконавцями.

Пропозиції щодо претендентів на здобуття премії вносяться творчими спілками, вищими навчальними закладами культури і мистецтва, театрально-видовищними закладами, мистецькими колективами.
Премію присуджують особам, яким не виповнилося 35 років на дату її присудження. У комітеті із присудження є лауреати попередніх років: Золтан Алмаші, Остап Мануляк, Назарій Стець та Антоній Баришевський.

## Лауреати
Серед лауреатів премії Ревуцького:
Композитори:
- 1989 – Віктор Степурко
- 1990 – Юрій Ланюк
- 1995 – Вікторія Польова
- 1997 – Святослав Луньов
- 1998 – Вадим Журавицький
- 1999 – Іван Тараненко
- 2000 – Богдана Фроляк
- 2001 – Алла Загайкевич
- 2002 – Іван Небесний
- 2003 – Золтан Алмаші
- 2004 – Богдан Сегін
- 2005 – Богдан Кривопуст
- 2007 – Любава Сидоренко
- 2010 – Остап Мануляк та Валерій Антонюк
- 2011 – Михайло Швед
- 2015 – Віталій Вишинський та Олег Маринченко
- 2016 – Віталій Кияниця
- 2018 – Кіра Майденберг-Тодорова
- 2022 – Марічка Чабан[3]
- 2023 – Рената Сокачик[4]
- 2024 – Юрій Пікуш[5]

Виконавці:
- 1993 – Йожеф Ермінь (фортепіано)
- 1998 – Євген Громов (фортепіано)
- 2000 – Юрій Кот та Ірина Алексійчук (фортепіанний дует)
- 2010 – Андрій Тучапець (альт)
- 2011 – Богдан Пліш (диригент)
- 2014 – Діна Писаренко (фортепіано)
- 2015 – Маріанна Скрипа (скрипка)
- 2016 – Катерина Супрун (альт)
- 2017 – Андрій Павлов (скрипка)
- 2018 – Назарій Стець (контрабас)
- 2020 – Антоній Баришевський (фортепіано)[6]
- 2022 – Орест Смовж[3] (скрипка)
- 2023 – Наталія Кожушко-Максимів[4] (флейта)
- 2024 – Роман Фотуйма (саксофон)[5]